# Iraklio
Iraklio (Heraklion / Iráklion) er Kretas hovedstad og navnet på det største af de fire forvaltningsområder, Kreta er opdelt i.
I 824 byggede araberne en fæstning efter at have erobret Kreta. Efter venetianernes overtagelse af øen kom byen og øen til at hedde Candia. Fra 1667 til 1669 blev byen belejret af tyrkerne og måtte overgive sig.
Efter frigørelsen fra Tyrkiet i 1897 fik byen sit antikke navn tilbage.